# هرتسبرگ (الشتر)
شهر هرتسبرگ در ایالت برندنبورگ در کشور آلمان واقع شده‌است.